# Радчицкий сельсовет
Радчицкий сельсовет (белор. Радчыцкі сельсавет) — административная единица на территории Столинского района Брестской области Беларуси. Административный центр — деревня Радчицк.

## История
Сельсовет образован в 1940 г.

## Состав
Радчицкий сельсовет включает 5 населённых пунктов:
- Великий Лес — деревня
- Колодное — деревня
- Овсемирово — деревня
- Понижье — деревня
- Радчицк — деревня